# Heptathela heyangensis
Heptathela heyangensis Zhu & Wang, 1984  è un ragno appartenente al genere Heptathela della famiglia Liphistiidae.

## Etimologia
Il nome deriva dal greco ἐπτά, heptà, cioè 7, ad indicare il numero delle ghiandole delle filiere che possiedono questi ragni, e dal greco θηλή, thelè, che significa capezzolo, proprio ad indicare la forma che hanno le filiere stesse.
Il nome proprio deriva dalla città cinese di Heyang, nei cui pressi è rinvenuta, e dal suffisso latino -ensis, che significa: presente, che è proprio lì.

## Caratteristiche
Ragno primitivo appartenente al sottordine Mesothelae: non possiede ghiandole velenifere, ma i suoi cheliceri possono infliggere morsi piuttosto dolorosi
Ha vari caratteri in comune con Heptathela cipingensis. 
La lunghezza totale delle femmine raggiunge i 21 millimetri. 
Il margine anteriore interno della zanna dei cheliceri ha 11 denti.
Le filiere anteriori laterali sono lunghe 4,2 millimetri, quelle anteriori mediane 0,7 mm, quelle posteriori laterali 3,5 mm e quelle posteriori mediane 0,35 mm.

## Distribuzione
Rinvenuta nei dintorni della città cinese di Heyang, nella provincia centrale di Weinan, dello Shaanxi.